# Chartreuse (cor)
Chartreuse (no Brasil e em Portugal denominado verde-limão) é uma cor derivada do verde brilhante, meio caminho entre o verde e o amarelo. O nome provém da cor de um licor francês homônimo (chartreuse). A palavra chartreuse não é tradicional do português.